# 1355 Magoeba
1355 Magoeba је астероид чија средња удаљеност од Сунца износи 1,853 астрономских јединица (АЈ).
Апсолутна магнитуда астероида је 13,05 а геометријски албедо 0,022.